# Meix-devant-Virton
 (mai 2021).
Si vous disposez d'ouvrages ou d'articles de référence ou si vous connaissez des sites web de qualité traitant du thème abordé ici, merci de compléter l'article en donnant les références utiles à sa vérifiabilité et en les liant à la section « Notes et références ».
Meix-devant-Virton (prononcer [mɛks dəvɑ̃ viʁtɔ̃] ; en gaumais Minch-duvant-Vèrtan ou Maiche-duvant-Vièrtan, en wallon Méch-divant-Vierton) est une commune francophone de Belgique située en Région wallonne dans la province de Luxembourg, ainsi qu’une localité où se situe son siège administratif. Elle est jumelée avec la ville française de Guérigny, en région Bourgogne-Franche-Comté.
Au 1er janvier 2024, la commune comptait 2819 habitants, sa superficie est de 5 497 hectares dont 2 590 sont boisés. La commune se situe au cœur de la Gaume, en Lorraine belge, à proximité de la France (village frontalier) et du Luxembourg (25 km).
La commune est située en Lorraine gaumaise non loin de l'abbaye d'Orval et de la basilique Notre-Dame d'Avioth.

## Toponymie
Le nom de Meix -en patois "Maiche"- veut dire jardin. Il viendrait du latin mansa (table). Champ qui fournit les produits de la table. Le nom de Meix est porté par une cinquantaine de villages et hameaux de Lorraine, Bourgogne et Champagne.
On retrouve également l'appellation ancienne de Meix in Spélunca (Meix dans la caverne). Y avait-il une caverne aujourd'hui inconnue, ou est-ce tout simplement l'aspect des lieux : une clairière à laquelle on accédait par des cheminées sombres, au fond des vallées, dans une vraie "forêt noire".
Meix devant Virton apparaît déjà sur les registres de l'état civil de Bellefontaine en 1807.
Sur les vieilles cartes du Musée Gaumais, on trouve Maix – Mex ; le "devant Virton" serait venu vers 1815 sous l'époque hollandaise pour le différencier de Meix-le-Tige, faisant partie de la prévôté d'Arlon.
Un bourgmestre avait proposé Meix-le-Roman, mais il n'a jamais été entendu.

## Géographie
Le village est traversé du nord au sud par la ligne ferroviaire 165 Athus-Meuse et par la Chevratte, un affluent du Ton. La route nationale 88 reliant Florenville et Athus (Aubange) et venant de Dampicourt au sud, le traverse et s’y oriente vers l’ouest en direction de Gérouville et de la frontière française.

### Sections
| # | Nom                | Superf. (km²) | Habitants (2020) | Habitants par km² | Code INS |
| - | ------------------ | ------------- | ---------------- | ----------------- | -------- |
| 1 | Meix-devant-Virton | 16,10         | 920              | 57                | 85024A   |
| 2 | Robelmont          | 9,54          | 483              | 51                | 85024B   |
| 3 | Villers-la-Loue    | 7,79          | 485              | 62                | 85024C   |
| 4 | Sommethonne        | 8,72          | 274              | 31                | 85024D   |
| 5 | Gérouville         | 12,83         | 648              | 51                | 85024E   |

#### Hameaux, quartiers et villages de la commune
Belle-Vue, Berchiwé, Gérouville, Houdrigny, Limes (et La Soye), Meix-devant-Virton (mairie), Robelmont, Sommethonne et Villers-la-Loue font partie de la commune.

#### Belle-Vue
Belle-Vue fait partie de la section de Robelmont. Avant la fusion des communes de 1977, il faisait déjà partie de Robelmont. La localité borde les premiers quartiers de la ville de Virton.

#### Berchiwé
Avant la fusion des communes de 1977, Berchiwé faisait partie de Robelmont.
Le hameau est bordé à l’ouest par la Chevratte, un affluent du Ton, ainsi que par la ligne ferroviaire 165 Athus-Meuse et la route nationale 88.
Les habitants de la région ont utilisé les nombreux cours d'eau traversant Berchiwé comme force motrice pour l'industrie métallurgique. Des forges prospères ont fonctionné jusqu'en 1855, date à laquelle la production décline rapidement. Un moulin va succéder aux forges. Il sera détruit dans un incendie.

#### La Soye
La Soye (en gaumais La Soûye) est un hameau qui fait partie de la section de Gérouville. Avant la fusion des communes de 1977, il faisait partie de la commune de Gérouville. Traversé par un ruisseau, le hameau de la Soye était un ancien haut lieu de l'industrie locale. Des forges étaient en activité de 1538 à 1858, suivies par un moulin et une brasserie.

### Communes limitrophes
La commune est délimitée à l’ouest par la frontière française qui la sépare du département de la Meuse et de la région Lorraine.
| Florenville                | Tintigny           |        |
| Margny France Breux France | Meix-devant-Virton | Virton |
| Thonne-la-Long France      | Rouvroy            |        |

## Démographie

### Évolution démographique avant la fusion de 1977
- Source: DGS, 1831 à 1970=recensements population, 1976= habitants au 31 décembre

### Évolution démographique de la commune fusionnée
En tenant compte des anciennes communes entraînées dans la fusion de communes de 1977, on peut dresser l'évolution suivante:
Les chiffres des années 1831 à 1970 tiennent compte des chiffres des anciennes communes fusionnées.
- Source: DGS , de 1831 à 1981=recensements population; à partir de 1990 = nombre d'habitants chaque 1 janvier[1]

## Histoire

### Origines
La terre des confluents des vallées et l'abondance de l'eau sont à l’origine d'une clairière maraîchère. Des voies romaines ou mérovingiennes couraient sur les hauteurs, à Bellefontaine et sur le bout de Sommethonne. Un peu partout, des "diverticules" reliaient ces chaussées entre elles et les villas ou exploitations rurales.
Les possibilités hydrauliques ont amené très tôt la présence d'un moulin (qui releva à un certain moment de l'abbaye d'Orval. Le mot "moûte" (monastère) ne signifie aucunement la présence d'un monastère, mais simplement d'un champ d'un domaine relevant d'une abbaye. Meix a bénéficié des forges de Berchiwé.
Meix s'étendit dans le sens de ses 3 vallées. On y trouvait des laboureurs, des tisserands, des charrons, des maçons, des cloutiers, des hommes de forge (Berchiwé), des scieurs de long, des charbonniers (qui fabriquaient le charbon de bois pour les forges).
Le chemin de fer devait, paraît-il emprunter un tout autre itinéraire. Il devait tourner après le moulin, passer au-dessus de la rue de Launoy, arriver par une tranchée derrière l'église, passer à l'endroit des écoles, franchir la route de Gérouville au tournant, suivre la rue de Bellevue, s'en aller vers la Taillure, passer la colline par un tunnel pour aboutir au terrain de football de Gérouville, puis Limes, Orval et remonter sur Pin. Ce fut le tracé actuel qui l'emporta.

### Le massacre de 1636
En juin 1636, alors qu'une épidémie de grande peste sévissait partout dans la région, un détachement croate de l'empire austro-hongrois arriva dans les premiers jours de juin à Meix et commit des « vexations contre les habitants ». Au moment de leur départ, un coup de feu partit du cimetière et blessa à mort le capitaine des Croates, alors que le détachement quittait le village. Le 11 juin le détachement revint décidé à venger son chef.
Cent vingt-sept sur 129 maisons furent brûlées, il en resta une à chaque extrémité du village. Selon la légende, l'un des habitants aurait tenté de soigner l'officier et les Croates auraient voulu épargner sa maison. Quelques habitants s'enfuirent dans les bois et eurent la vie sauve. Les autres se réfugièrent dans l'église. Les soldats entassèrent alors des fagots et du bois autour de l'édifice et y boutèrent le feu. L'église brûla entièrement et 567 personnes périrent.
Cependant, trois miraculés échappèrent à l'incendie : le mayeur Arnould Lambinet, son lieutenant Didier de Coulon et l'échevin Didier Toussaint. Ils sautèrent dans le vide d'une lucarne du clocher et touchèrent terre sans se faire de mal puis parviennent à s'enfuir, échappant aux soldats.

### Période contemporaine: accident ferroviaire de 1947
Le 4 octobre 1947 peu avant 5 h du matin, le train de marchandises 69336 qui effectuait le voyage entre Latour et Merelbeke avait été arrêté à l'entrée de la gare de Saint-Vincent - Bellefontaine, où il devait se garer pour céder le passage au train de voyageurs TA 5461 qui reliait Virton à Gedinne, assuré par un autorail de type Brossel 551. Durant le long arrêt, la pression des freins chuta progressivement (dû à un problème d'aiguillage) et, lorsque les locomotives produisirent un gros effort pour redémarrer le train de marchandises, une rupture d'attelage se produisit au milieu du train et les 21 derniers wagons (un fourgon et 20 wagons chargés de fer et de poutrelles) partirent en dérive vers Meix-devant-Virton (section en rampe de 16 ‰). À ce moment le TA 5461 arrivait en gare de Meix-devant-Virton. Prévenu par son collègue de la halte de Lahage, le sous-chef de gare de Meix tenta en vain de rattraper l'autorail qui démarrait, mais sans succès .
Le petit autorail fut percuté de plein fouet par les wagons qui avaient atteint une vitesse considérable. Sous le choc, l'autorail dévala la pente poussé par les wagons et percuta le bâtiment de la gare tandis que les wagons déraillaient. On dénombra 5 morts et 5 blessés. Parmi les victimes se trouve conducteur de l'autorail, Fernand Lassence, qui est resté à son poste de conduite. Par cet acte, il permit à deux voyageurs de sauter de l’autorail et de conserver la vie. Il fut décoré, à titre posthume, par le Carnegie Hero Fund.
Le serre-frein du train de marchandises avait, quant à lui, tenté d'immobiliser ou de ralentir la rame en dérive mais en vain : la pression des freins était insuffisante. Resté à son poste jusqu'au bout, il survécut par miracle à la catastrophe.

## Héraldique
|  | La commune possède des armoiries. Blasonnement : De gueules à cinq fers de framée d’argent, rangés 2 et 3, au chef diminué coupé d’azur et d’argent. - Délibération communale : 4 mars 2003 - Arrêté de l'exécutif de la communauté : 17 juillet 2003 Source du blasonnement : Lieve Viaene-Awouters et Ernest Warlop, Armoiries communales en Belgique, Communes wallonnes, bruxelloises et germanophones, t. 2 : Communes wallonnes M-Z, Communes bruxelloises, Communes germanophones, Bruxelles, Dexia, 2002. |

## Politique et administration

### Conseil et collège communal 2024-2030
| Collège communal   |                   |             |
| ------------------ | ----------------- | ----------- |
| Bourgmestre        | Pascal François   | PS - Maïeur |
| 1er Échevine       | Patricia Richard  | Maïeur      |
| 2e Échevin         | Michaël Wekhuizen | PS - Maïeur |
| 3e Échevine        | Julie Antoine     | Maïeur      |
| Présidente du CPAS | Catheline Hayertz | Maïeur      |

### Liste des maires (bourgmestres) depuis 1830[6]
Comme ailleurs en Gaume, le bourgmestre y porte l’appellation de maire.
| Période        | Période  | Identité        | Étiquette | Qualité |
| -------------- | -------- | --------------- | --------- | ------- |
| 1977           | 1978     | Louis Adam      | PSC       |         |
| 1979           | 1988     | Joseph Gilson   | PSC       |         |
| 1979           | 1992     | André Bernard   | IC        |         |
| 1992           | 1993     | Jean-Pol Cornet | IC        |         |
| septembre 1994 | En cours | Pascal François | PS        |         |

### Jumelage
Meix-devant-Virton est jumelée avec  Guérigny (France), dans le département de la Nièvre, en région Bourgogne-Franche-Comté.
La commune s'est également associée à  Curtici (Roumanie) dans le cadre de l'opération villages roumains.

### Sécurité et secours
La commune fait partie de la zone de police de Gaume pour les services de police, ainsi que de la zone de secours Luxembourg pour les services de pompiers. Le numéro d'appel unique pour ces services est le 112.

## Patrimoine et culture

### Culture
Les activités culturelles phares de la commune sont :
- Le Carnaval, l'un des plus grands en Province de Luxembourg ;
- Meix'Art, une exposition d'artistes de la région.

## Sports et vie associative

### Sports
De nombreux clubs sont établis sur le territoire communal comme le Club d'Escrime Gaumais qui fut plusieurs fois champion de Belgique et le club de football Royal Olympic Club Meix-devant-Virton.

## Personnalités liées à Meix-devant-Virton
- Sylvain Arend, astronome (6 août 1902 – 18 février 1992).
- René Bourgeois, né à Villers-la-Loue (Meix-devant-Virton) le 21 septembre 1910 et mort à Saint-Josse-ten-Noode le 23 juillet 1995, professeur, préfet des études de l'Athénée royal de Koekelberg, homme politique belge et militant wallon, ancien sénateur de Bruxelles et ancien secrétaire du Sénat [9]
- François-Xavier Ferot, escrimeur.
- Ingeborg Kraczl, artiste-peintre.